# Liste der tschechischen Abgeordneten zum EU-Parlament (2024–2029)
Die Liste der tschechischen Abgeordneten zum EU-Parlament (2024–2029) listet alle tschechischen Mitglieder des 10. Europäischen Parlaments nach der Europawahl in Tschechien 2024 auf.

## Aktuelle Mandatsstärke der Parteien
- G/EFA: 1
- EVP: 5
- EKR: 3
- PfE: 9
- ESN: 1
- NI: 2

| Nationale Partei                                              | Mandate | Fraktion                                     |
| ------------------------------------------------------------- | ------- | -------------------------------------------- |
| ANO 2011                                                      | 07      | Patrioten für Europa (PfE)                   |
| Přísaha                                                       | 02      | Patrioten für Europa (PfE)                   |
| Občanská demokratická strana                                  | 03      | Europäische Konservative und Reformer (EKR)  |
| TOP 09                                                        | 02      | Fraktion der Europäischen Volkspartei (EVP)  |
| Starostové a nezávislí                                        | 02      | Fraktion der Europäischen Volkspartei (EVP)  |
| Křesťanská a demokratická unie – Československá strana lidová | 01      | Fraktion der Europäischen Volkspartei (EVP)  |
| Česká pirátská strana                                         | 01      | Die Grünen/Europäische Freie Allianz (G/EFA) |
| Svoboda a přímá demokracie                                    | 01      | Europa der Souveränen Nationen (ESN)         |
| Komunistická strana Čech a Moravy                             | 01      | fraktionslos (NI)                            |
| Unabhängige 1                                                 | 01      | fraktionslos (NI)                            |
| SUMME                                                         | 21      |                                              |

Anmerkungen

## Abgeordnete
| Bild | Name                        | geb. | MEP seit      | Partei     | Fraktion | Kommentar                          |
| ---- | --------------------------- | ---- | ------------- | ---------- | -------- | ---------------------------------- |
|      | Nikola Bartůšek             | 1985 | 16. Juli 2024 | Přísaha    | PfE      |                                    |
|      | Jaroslav Bžoch              | 1983 | 16. Juli 2024 | ANO        | PfE      |                                    |
|      | Ivan David                  | 1952 | 2. Juli 2019  | SPD        | ESN      |                                    |
|      | Ondřej Dostál               | 1979 | 16. Juli 2024 | Unabhängig | NI       | Gewählt auf der Liste von Stačilo! |
|      | Klára Dostálová             | 1971 | 16. Juli 2024 | ANO        | PfE      |                                    |
|      | Jan Farský                  | 1979 | 16. Juli 2024 | STAN       | EVP      |                                    |
|      | Markéta Gregorová           | 1993 | 2. Juli 2019  | Piráti     | G/EFA    |                                    |
|      | Martin Hlaváček             | 1980 | 2. Juli 2019  | ANO        | PfE      | Ausgeschieden am 31. Juli 2024     |
|      | Ondřej Knotek               | 1984 | 2. Juli 2019  | ANO        | PfE      |                                    |
|      | Ondřej Kolář                | 1984 | 16. Juli 2024 | TOP 09     | EVP      |                                    |
|      | Kateřina Konečná            | 1981 | 1. Juli 2014  | KSČM       | NI       |                                    |
|      | Ondřej Kovařík              | 1980 | 2. Juli 2019  | ANO        | PfE      |                                    |
|      | Ondřej Krutílek             | 1981 | 16. Juli 2024 | ODS        | EKR      |                                    |
|      | Tomáš Kubín                 | 1962 | 1. Aug. 2024  | ANO        | PfE      | Nachgerückt für Martin Hlaváček    |
|      | Jana Nagyová                | 1970 | 16. Juli 2024 | ANO        | PfE      |                                    |
|      | Danuše Nerudová             | 1979 | 16. Juli 2024 | STAN       | EVP      |                                    |
|      | Luděk Niedermayer           | 1966 | 1. Juli 2014  | TOP 09     | EVP      |                                    |
|      | Jaroslava Pokorná Jermanová | 1970 | 16. Juli 2024 | ANO        | PfE      |                                    |
|      | Filip Turek                 | 1985 | 16. Juli 2024 | Přísaha    | PfE      |                                    |
|      | Alexandr Vondra             | 1961 | 2. Juli 2019  | ODS        | EKR      |                                    |
|      | Veronika Vrecionová         | 1965 | 2. Juli 2019  | ODS        | EKR      |                                    |
|      | Tomáš Zdechovský            | 1979 | 1. Juli 2014  | KDU-ČSL    | EVP      |                                    |